# Geologie

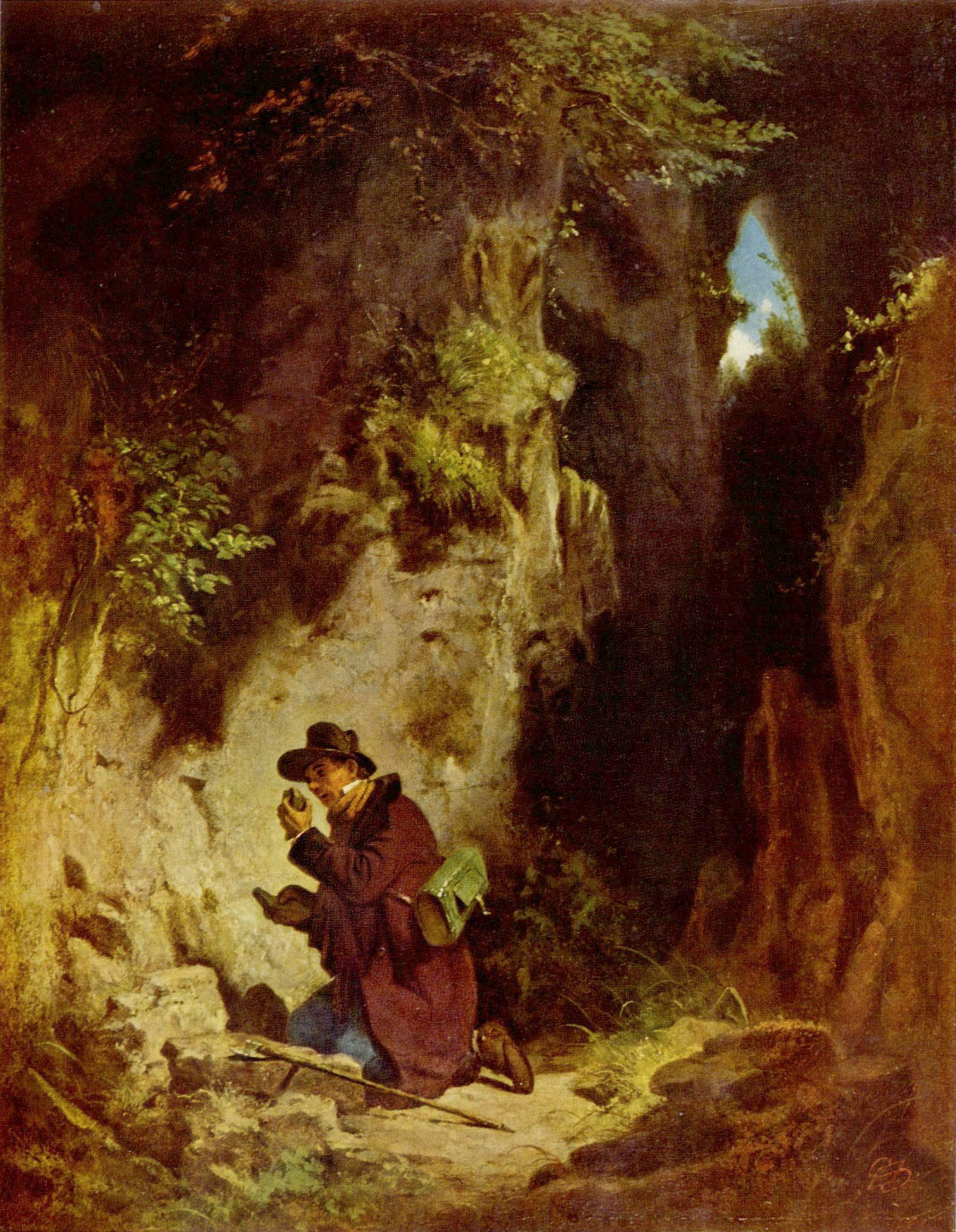
Carl Spitzweg: Der Geologe, omstreeks 1860

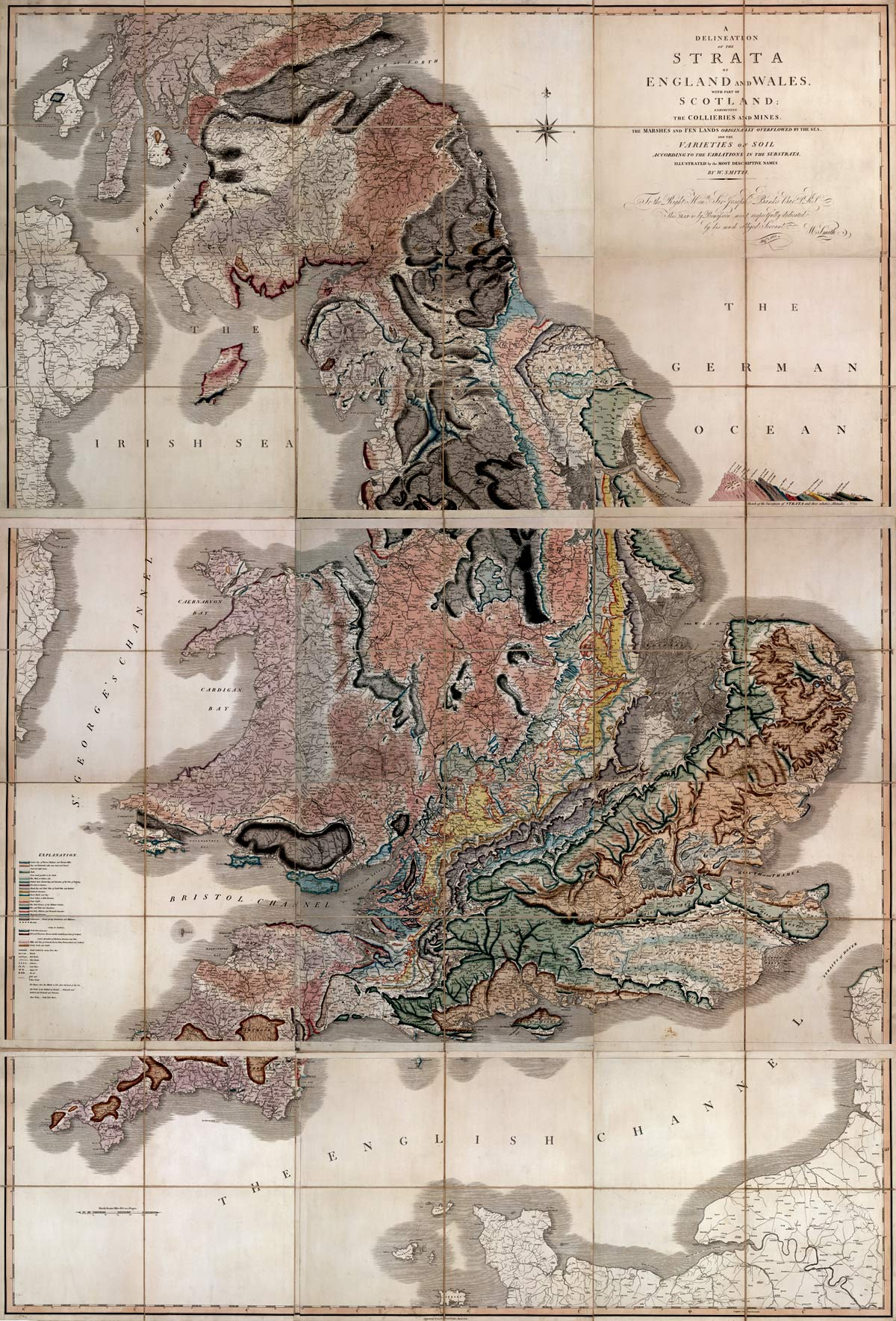
Geologische kaart van Engeland en Wales door William Smith uit 1815. Dit was de eerste geologische kaart die met moderne methoden werd getekend.

Geologie of aardkunde (van Oudgrieks γῆ = aarde en λόγος = wetenschap) is de wetenschap die de Aarde, haar geschiedenis en de processen die haar vormen en gevormd hebben, bestudeert. Geologie behoort tot de aardwetenschappen. Wetenschappers die de geologie als vakgebied hebben, worden geologen genoemd.

## Omschrijving
Gesteenten bevatten informatie over de wijze waarop ze zijn ontstaan, en van de ontwikkeling die ze daarna hebben doorgemaakt. Gesteenten kunnen daarom iets vertellen over de geschiedenis van de aardkorst, het klimaat en de ontwikkeling van het leven. Het vakgebied dat de inhoud en de stapeling van gesteentelagen bestudeert, wordt stratigrafie genoemd. Het is nauw gerelateerd aan de paleontologie, de wetenschap die fossiele resten van leven uit het verleden bestudeert. Het opstellen en verbeteren van een Geologische tijdschaal wordt geochronologie genoemd.
De structurele geologie bestudeert vormen en structuren die ontstaan door vervorming van de Aardkorst, vooral in gebergten. Deze structuren kunnen zowel de schaal hebben van continenten als van afzonderlijke stenen. Gerelateerd hieraan is de petrologie, de classificatie en bestudering van gesteenten en hun ontstaanswijze.
Als scheikunde wordt gebruikt om de Aarde of processen binnenin de Aarde en haar atmosfeer te bestuderen spreekt men van geochemie. Op dezelfde manier spreekt men bij het gebruik van natuurkunde bij Aardse vraagstukken van geofysica, waarvan platentektoniek een belangrijk onderdeel is. Beide richtingen hebben veel raakvlakken met geologie.
Geologie wordt soms verward met aardrijkskunde. Het raakvlak tussen de twee is de fysische geografie, die de natuurlijke vorming en inrichting van het Aardoppervlak bestudeert. Fysische geografie en geologie ontmoeten elkaar in de vakgebieden geomorfologie: de bestudering van de vormen van het landschap en de sedimentologie: de bestudering van sedimenten en sedimentaire processen.

## Geschiedenis
Hoewel de moderne geologie pas in de achttiende eeuw ontstond, werd de Aarde al bestudeerd door de Grieks-Romeinse natuurfilosofen. De Griekse filosoof Theophrastus (±371-287 v.Chr.) beschreef en classificeerde mineralen aan de hand van hun fysische eigenschappen, hoewel hij ook eigenschappen als "aantrekkelijkheid" maatgevend vond. De Romeinse schrijver Plinius de Oudere (23-79 n.Chr.) beschreef mineralen, kristallen en fossielen. Ook enkele middeleeuwse islamitische geleerden begaven zich op het vlak van geologie. Al-Biruni (973-1048) beschreef de geologie van het Indisch subcontinent en geloofde dat dit gebied vroeger een zee was geweest. Avicenna (981-1037) beschreef het ontstaan van gebergten als een wisselwerking tussen tektonische krachten en erosie. Hij geloofde dat gebergten lang nodig hadden te vormen en dat de Aarde dus zeer oud moet zijn.
De Chinese geleerde Shen Kuo (1031-1095) kwam onafhankelijk tot soortgelijke ideeën.
In Europa kwam pas na de Verlichting de bestudering van fossielen, mineralen en gesteenten op gang. Een van de eerste natuurvorsers was Leonardo da Vinci (1452-1519). Da Vinci begreep dat de fossiele schelpen die hij in de Apennijnen vond overblijfselen van leven uit vroeger tijden waren en niet door de Zondvloed maar door een vroegere zee waren achtergelaten. De Venetiaanse arts Georgius Agricola (1494-1555) was vooral geïnteresseerd in de mijnbouw. Hij deelde als eerste gesteenten op een methodische manier in: in vier groepen van opeenvolgende ouderdom en consolidatie. Nicolaus Steno (1638-1686) onderzocht de manier waarop gesteentelagen gevormd worden en stelde drie wetten op, waarmee hij als de grondlegger van de stratigrafie kan worden gezien.
Als eerste moderne geoloog wordt James Hutton (1726-1797) beschouwd. In 1785 presenteerde hij een artikel met de titel Theory of the Earth aan de Royal Society te Edinburgh. In dit artikel beschreef hij zijn theorie dat de Aarde veel ouder moet zijn dan tot dan toe was aangenomen, er moest veel meer tijd overheen zijn gegaan voor bergen om te eroderen, en om sedimentair gesteente te vormen op de bodem van de zee.
De navolgers van Hutton stonden wel bekend als plutonisten omdat zij dachten dat veel gesteenten werden gevormd door vulkanisme, het stollen van lava of magma, in tegenstelling tot de neptunisten, die dachten dat alle gesteenten in de oceanen waren neergeslagen waarvan het zeeniveau geleidelijk daalt.
William Smith (1769-1839) tekende de eerste geologische kaarten en begon met het ordenen van strata (lagen) door bestudering van de erin voorkomende fossielen.
Charles Lyell schreef het beroemd geworden boek Principles of Geology, voor het eerst gepubliceerd in 1830, maar tot zijn dood in 1875 voortdurend verbeterd. Hij introduceerde de doctrine van het uniformitarianisme. Deze theorie leert dat langzame, graduele processen het oppervlak van de Aarde hebben gevormd en nog steeds aan het werk zijn. In de geologie heeft deze theorie het gewonnen van het catastrofisme, volgens welke het oppervlak van de Aarde werd gevormd in korte, catastrofische episodes, maar tussendoor vrijwel onveranderd bleef. Hutton volgde de theorie van de gelijkelijke verandering, maar in zijn tijd vond die theorie nog niet veel navolging.
De theorie van de verschuiving van de continenten werd in 1912 door Alfred Wegener voorgesteld, maar het duurde tot de jaren zestig van de 20e eeuw, tot deze theorie van de platentektoniek met (overtuigend) bewijs werd gestaafd.